# جورج كامبل (لاعب كرة قدم بريطاني)
جورج كامبل (بالإنجليزية: George Campbell)‏ (29 يناير 1920 - ) هو مدرب كرة قدم ولاعب كرة قدم بريطاني في مركز نصف الجناح. لعب مع نادي دمبرتون ونادي ستيرلينغ ألبيون.